# Kumbor
Kumbor (en serbe cyrillique : Кумбор) est un village du sud-ouest du Monténégro, dans la municipalité de Herceg Novi.

## Démographie

### Évolution historique de la population
| 1948 | 1953 | 1961 | 1971 | 1981 | 1991 | 2003  |
| ---- | ---- | ---- | ---- | ---- | ---- | ----- |
| 637  | 767  | 893  | 825  | 722  | 752  | 1 067 |